# Inflanty

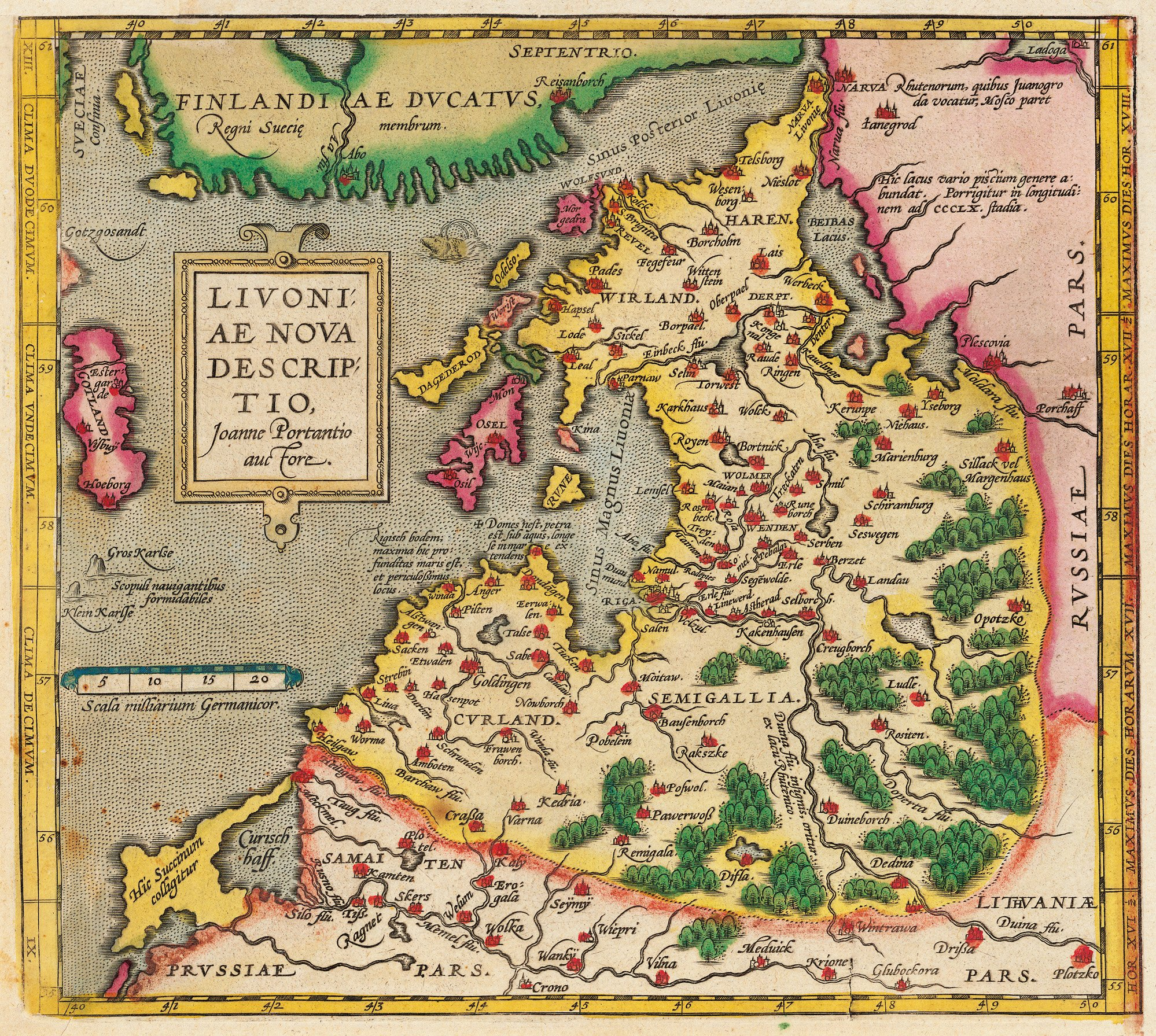
Mapa Inflant w 1573

Prowincje I RP

Inflanty (łac. Livonia, także Lieflant, niem. Livland, także Liefland, szw. Livland, łot. Livonija, est. Liivimaa) – nazwa krainy historycznej nad Dźwiną i Zatoką Ryską powstałej w średniowieczu w obrębie posiadłości zakonu kawalerów mieczowych, a zamieszkanej przez plemiona bałtyckie (przodków obecnych Łotyszów) i ugrofińskie (przodków obecnych Estończyków), na których kulturę na przestrzeni wieków wpływała głównie kultura niemiecka, a także skandynawska i polska (szczególnie w Inflantach Polskich/Łatgalii). Dawne Inflanty obejmują terytoria dzisiejszej Estonii oraz Łotwy. Nazwa została nadana w XIII w. i pochodzi od plemienia Liwów.
Od XII wieku były terenem ekspansji Niemców i Duńczyków, od XIII wieku zostały podbite przez niemiecki zakon rycerski kawalerów mieczowych. W roku 1561 mistrz krajowy Inflant zakonu krzyżackiego Gotthard Kettler poddał ziemie Inflant królowi polskiemu Zygmuntowi Augustowi (zobacz: wojny inflanckie). Inflanty stały się trzecią obok Korony Królestwa Polskiego i Wielkiego Księstwa Litewskiego częścią składową Rzeczypospolitej Obojga Narodów, będąc wspólną własnością Polski i Litwy. Gotthard Kettler, będąc lennikiem Polski, otrzymał Księstwo Kurlandii i Semigalii wydzielone z Inflant. Polskie panowanie na Inflantach umocnił Stefan Batory. W tamtym czasie Inflanty były podzielone na województwa (1598):
- wendeńskie
- parnawskie
- dorpackie (derpskie)

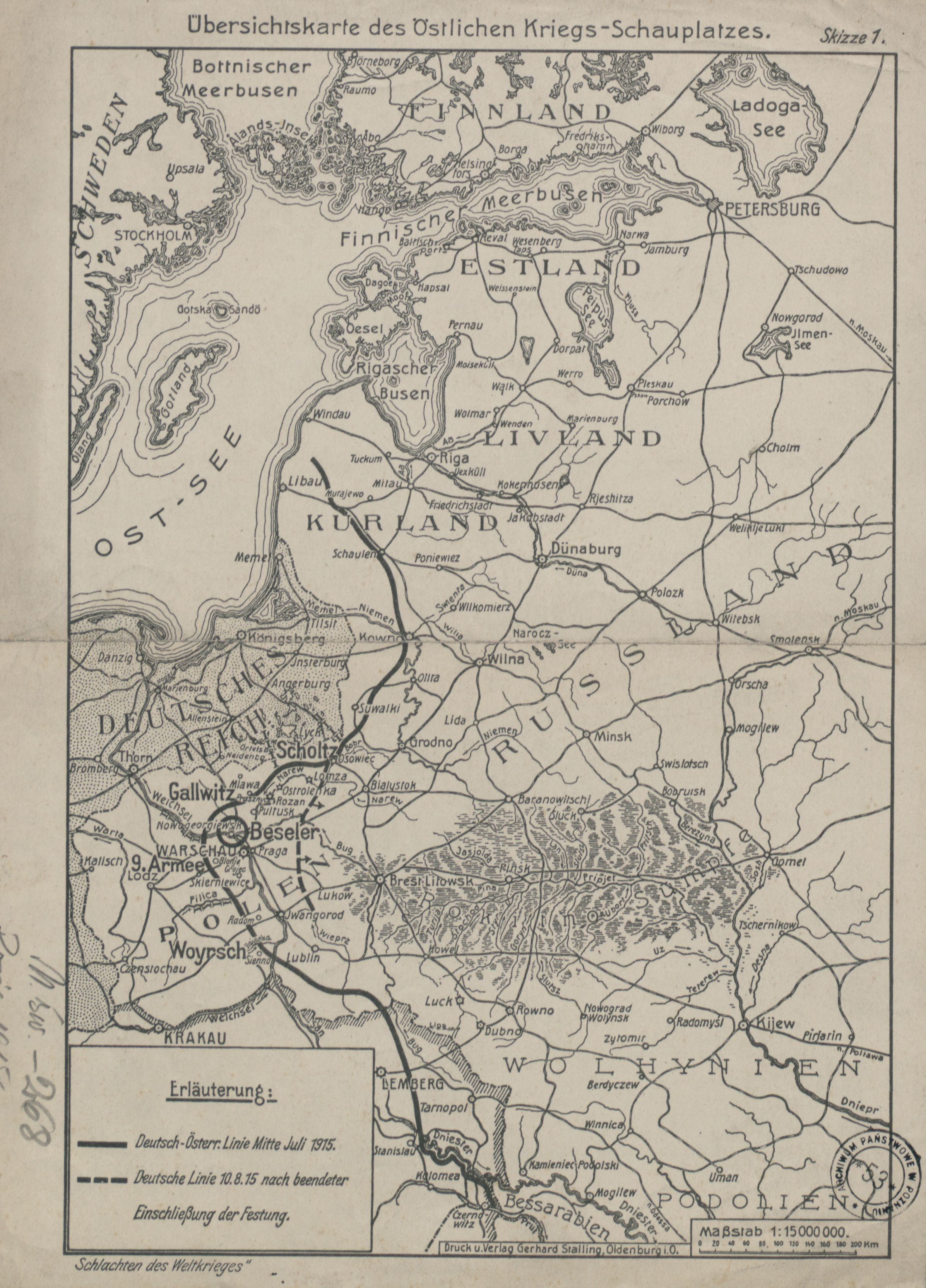
Inflanty w 1915 r. (miejsce przechowywania: Archiwum Państwowe w Poznaniu)

W XVII wieku toczyły się walki polsko-szwedzkie o Inflanty, w wyniku których znaczna, północno-zachodnia część tego obszaru przypadła Szwecji (1621), co zostało potwierdzone rozejmem altmarskim (1629) i następne pokojem oliwskim (1660). Część południowo-wschodnia Inflant, która została przy Polsce, nazywano Inflantami Polskimi. W 1721 Szwedzi stracili swoją część Inflant na rzecz Rosji. Po pierwszym rozbiorze Polski w roku 1772 Inflanty Polskie przyłączono do Imperium Rosyjskiego. Całość Inflant znalazła się pod panowaniem Rosji w wyniku III rozbioru w roku 1795.

## Historia

### Ludność autochtoniczna
Inflanty to nazwa historyczna krajów tworzących niemal ściśle dzisiejszą Łotwę i Estonię. Na początku XIII wieku Inflanty liczyły pół miliona mieszkańców, z których Łotysze, należący (tak jak Litwini) do grupy językowej bałtyckiej, zajmowali Inflanty południowe, Estończycy zaś, bardzo bliscy krewni Finów, przynależni językowo do grupy ugrofińskiej, zamieszkiwali Inflanty północne. Wśród Łotyszy osiedlili się bliscy etnicznie Estończykom Liwowie, z biegiem czasu zasymilowani przez ludność łotewską.

### Germanizacja
Zwrotny punkt w historii Inflant nastąpił w chwili odkrycia ich przez kupców niemieckich, za którymi przybyło duchowieństwo niemieckie. Fakt ten zdecydował na długie wieki o losach kraju. Kiedy misja apostolska zakonnika holsztyńskiego, późniejszego biskupa Meinarda, nie doprowadziła do całkowitej chrystianizacji kraju, wyprawy krzyżowe rycerstwa niemieckiego dokonały nawrócenia pogan siłą (za biskupa Bartolda i jego następców). Proces chrystianizacji Inflant przybrał zdecydowane formy germanizacyjne za biskupa Alberta I Appeldern, który skutecznie ujarzmił Inflanty przy pomocy zorganizowanego przez siebie (w roku 1202) zakonu niemieckiego kawalerów mieczowych (Fratres militiae Christi), poddanych w 1237 r. władzy Krzyżaków, ich regule oraz wielkiemu mistrzowi. Liwom, Estom i Łotyszom zagroził los, jaki spotkał bezpośrednich poddanych Krzyżaków – Prusów, a mianowicie germanizacja. Od losu tego uchronił jednak ludność tubylczą osobliwy ustrój polityczny podbitych Inflant. Bowiem drogą historycznego rozwoju władza polityczna kraju podzielona została między trzy wzajemnie się zwalczające czynniki: arcybiskupa ryskiego i biskupów, rycerstwo mieczowe i mieszczaństwo. Rozterki wewnętrzne, wynikające z rywalizacji tych 3 czynników, wypełniają dzieje Inflant w XIV, XV i XVI wieku.

### Osłabienie wpływów niemieckich
Klęski Krzyżaków, zdruzgotanych pod Grunwaldem w 1410 roku oraz w wojnie trzynastoletniej (1454–1466), wpłynęły na osłabienie wpływów niemieckich w Inflantach. Wreszcie w II poł. XVI wieku na terenie Inflant doszło do starcia trzech sąsiednich potęg: Polski, Szwecji i Moskwy. Jednak wpływy niemieckie na terytorium Łotwy i Estonii były bardzo silne i trwały, nawet gdy te kraje nie były już ziemiami niemieckimi, aż do I wojny światowej.

### Wojny inflanckie
Powód do walki dał zatarg wielkiego mistrza Fürstenberga z arcybiskupem ryskim Wilhelmem. Król polski Zygmunt II August wziął stronę arcybiskupa i zmusił wielkiego mistrza do uległości i do zawarcia z Polską traktatu zaczepno-odpornego. W odpowiedzi na to doszło do najazdu Carstwa Rosyjskiego na Inflanty oraz zajęcia przez Szwedów Estonii (1560). W 1561 roku doszło do sekularyzacji zakonu mieczowników. Mocą układu wileńskiego ostatni inflancki mistrz krajowy zakonu Gotthard Kettler poddał Inflanty pod osobistą zwierzchność króla Polski Zygmunta Augusta z wyłączeniem ich południowej części, Kurlandii i Semigalii, oddanych w polskie lenno ostatniemu wielkiemu mistrzowi kawalerów mieczowych Gotthardowi Kettlerowi oraz części północnej Estonii, która pozostała przy Szwecji (Pakt wileński).
Unia grodzieńska zawarta podczas sejmu litewskiego w Grodnie 25 grudnia 1566 inkorporowała Inflanty do Wielkiego Księstwa Litewskiego, tworzyła z nich Księstwo Zadźwińskie, podzielone na cztery okręgi: ryski, trejdeński, wendeński i dyneburski. Zmienił tę relację akt Incorporationem Ducatus Curlandiae & Semigaliae cum Regno Poloniae wydany przez króla Zygmunta Augusta 3 sierpnia 1569, który poddał Inflanty Rzeczypospolitej jako całości, a nie odrębnie Koronie czy Litwie.
Stan posiadania Polski w Inflantach został utrzymany w wojnach obronnych przeciw Moskwie dążącej za Zygmunta Augusta i Stefana Batorego z całą uporczywością do opanowania wybrzeży Bałtyku.
W roku 1598 nowa przyjęta w Warszawie ordynacja sejmowa dotycząca Inflant, tak zwana Ordinatio Livoniae II, dopuściła do urzędów w Inflantach, na zasadzie alternaty, także miejscową szlachtę niemiecką, co równało się praktycznie administracyjnej odrębności Księstwa Inflanckiego jako trzeciego kraju zunifikowanej Rzeczypospolitej. Zasada nieprzynależności Inflant ani do Polski, ani do Litwy została potwierdzona przez Zygmunta III Wazę, który w roku 1598 przekształcił utworzone przez Batorego prezydentury w województwa.

### Wojny szwedzkie

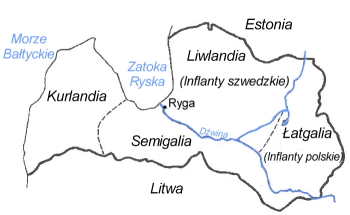
Dzielnice Łotwy

Po rozejmie z Rosją w 1582 roku Inflanty zostały podzielone na trzy województwa: dorpackie, wendeńskie i parnawskie. Po wojnach szwedzkich za Jana Kazimierza Rzeczpospolita traci na mocy pokoju oliwskiego 1660 4/5 obszaru Inflant, odstąpionych Szwecji, a nazywanych odtąd Inflantami Szwedzkimi. Reszta, zwana Inflantami polskimi, a stanowiąca obszar dawnego powiatu dyneburskiego, pozostała przy Rzeczypospolitej.

### Inflanty polskie
Inflanty polskie okupowane w latach 1655–1666 przez carską armię, odzyskane układem andruszowskim 1667, postanowieniem sejmu z 1677 roku otrzymały tytuł księstwa, a ustrój województwa, dzieląc się administracyjnie na tzw. trakty: dyneburski, rzeżycki, lucyński i marienhauski. Miały trzy godności senatorskie: biskupa, wojewody i kasztelana. Miastem odbywania sejmików był Dyneburg (Dźwinów). Według Słownika geograficznego Królestwa Polskiego Inflanty Polskie znacznie lepiej zintegrowały się w ciągu 211 lat przynależności z Rzecząpospolitą niż Prusy Królewskie (Pomorze Gdańskie). Szlachta Inflant Polskich, pochodząca z rodów rycerskich kawalerów mieczowych pochodzenia niemieckiego, związana licznymi węzłami cywilizacyjnymi z Polską, uległa gruntownej polonizacji, dostarczając szeregu zasłużonych Polsce rodów, w tym: Tyzenhauzów, Grothusów, Rejtanów, Denhoffów, Korffów, Romerów, Mohlów, Weyssenhoffów, Platerów, Manteufflów i innych. Nawet w okresie zaborów dominowały tu polskie wpływy kulturowe i gospodarcze, których przewaga zakończyła się dopiero w czasach niepodległości Republiki Łotewskiej w okresie międzywojennym, ale polska obecność cywilizacyjna jest nadal widoczna.

## Skład administracyjny Inflant
Od 1582 trzy prezydia (od 1598 nazywane województwami):
- województwo wendeńskie
- województwo dorpackie
- województwo parnawskie

Od 1667 (faktycznie od 1620):
- województwo inflanckie (Dyneburg)
  - trakt dyneburski
  - trakt rzeżycki
  - trakt lucyński
  - trakt marienhauski

### Inflanty szwedzkie
Inflanty szwedzkie obejmowały tereny obecnej Estonii oraz część Łotwy (Vidzeme).
Inflanty szwedzkie zostały zabrane przez Rosję Piotra Wielkiego w 1721 roku na podstawie pokoju w Nystad. W ten sposób Rosja, po opanowaniu potem Kurlandii oraz Inflant polskich, władała – do czasów I wojny światowej – całymi historycznymi Inflantami.